# Jensen PW
La Jensen PW è un'automobile prodotta dal 1946 al 1952 dalla casa automobilistica inglese Jensen Motors. 
Fu la prima auto prodotta dalla Jensen dopo la seconda guerra mondiale, da qui la denominazione PW, che sta per "Post War" (dopoguerra in inglese). Offerta principalmente come berlina quattro porte, venne offerta anche in versione cabriolet.
Era originariamente equipaggiata con un motore Meadows 8 cilindri in linea da 3.9 L poi sostituito da un Nash 6 cilindri in linea da 4.0 L, a causa delle eccessive vibrazioni del precedente.
In 6 anni di produzione vennero prodotte meno di 20 unità, tutte assemblate nella fabbrica della Jensen a West Bromwich.